# Pitcairnia commixta
Pitcairnia commixta är en gräsväxtart som beskrevs av Lyman Bradford Smith. Pitcairnia commixta ingår i släktet Pitcairnia och familjen Bromeliaceae. Inga underarter finns listade i Catalogue of Life.